# توم ساتكليف
توم ساتكليف (بالإنجليزية: Tom Sutcliffe)‏ هو سياسي بريطاني (وحمل سابقاً جنسية المملكة المتحدة لبريطانيا العظمى وأيرلندا)، ولد في 2 يوليو 1865، وتوفي في 8 يناير 1931. حزبياً، نشط في حزب المحافظين. في الانتخابات العامة في المملكة المتحدة 1922 ‏، انتخب عضو برلمان المملكة المتحدة الـ32 عن دائرة غريت غريمبسي (15 نوفمبر 1922 – 16 نوفمبر 1923) وفي الانتخابات العامة في المملكة المتحدة 1923 ‏، انتخب عضو برلمان المملكة المتحدة الـ33 عن دائرة غريت غريمبسي (6 ديسمبر 1923 – 9 أكتوبر 1924).